# Gloeospermum gossypium
Gloeospermum gossypium är en violväxtart som beskrevs av Melch.. Gloeospermum gossypium ingår i släktet Gloeospermum och familjen violväxter. Inga underarter finns listade i Catalogue of Life.